# The Doll Master
The Doll Master (인형사?, InhyeongsaLR) è un film del 2004 scritto e diretto da Jeong Yong-ki.

## Trama
All'interno di un'isolata villa di campagna, sede di un museo di bambole umanizzate, si ritrovano su invito del curatore del museo Choi Jin-wan e della misteriosa creatrice di bambole Im Jae-won quattro sconosciuti: Park Hae-mi, una scultrice dal carattere calmo e cortese; Lee Sun-young, una studentessa loquace e frivola, giunta nella residenza all'insaputa dei suoi genitori; Hong Jung-ki, un fotografo donnaiolo; Jung Young-ha, scrittrice estremamente introversa e timorosa, con un'attenzione quasi maniacale per il proprio bambolotto Damien. Al gruppo si aggiunge – non invitato – anche il modello Kim Tae-sung, tuttavia dopo un'iniziale contrarietà il curatore gli permette di restare. I cinque sono stati convocati per essere d'ispirazione a Jae-won, e come premio al termine dell'esperienza avrebbero ricevuto una bambola con le loro sembianze.
In realtà, ben presto nella villa cominciano a verificarsi eventi inquietanti, che conducono infine alla morte di Young-ha, Sun-young e Jung-ki. I delitti sembrano essere collegati a una misteriosa ragazzina vestita di rosso, Mi-na, tuttavia a essere accusata degli omicidi è Hae-mi: Tae-sung, che in realtà era un poliziotto sotto copertura giunto sul luogo per proseguire le proprie indagini, ammanetta così la donna. Poco dopo, viene però alla luce la verità: colei che aveva ordito l'intero piano era stata dall'inizio la stessa creatrice Im Jae-won, posseduta dal fantasma vendicativo di una bambola a cui avevano sessant'anni prima crudelmente ucciso il padrone; i cinque invitati erano i discendenti degli assassini, e a causa di ciò meritavano tutti la morte secondo la "donna".
Jin-wan – in realtà fratello di Jae-won – aveva accettato di collaborare col fantasma a patto che al termine della vendetta abbandonasse il corpo della sorella, mentre Mi-na era un giocattolo che Hae-mi aveva posseduto in passato, e che grazie all'amore della sua padrona aveva finito per acquisire un'anima. Poco prima di essere uccisa, Hae-mi viene però salvata in extremis dal marito di Jae-won, un uomo che fino a quel momento era stato tenuto prigioniero nella cantina della vita e che mediante uno stratagemma era riuscito a fuggire. Usciti dalla villa, i due – unici superstiti dell'incredibile vicenda – decidono di bruciare l'intera residenza e i corpi contenuti al suo interno, riflettendo amaramente sull'accaduto.

## Distribuzione
In Corea del Sud la pellicola è stata distribuita da Lotte Cinema a partire dal 30 luglio 2004; in Italia i diritti dell'opera sono stati acquisiti dalla P.F.A. Films, mentre la distribuzione è stata a cura della 01 Distribution, a partire dal settembre 2008.